# Christian Friedrich Hänle

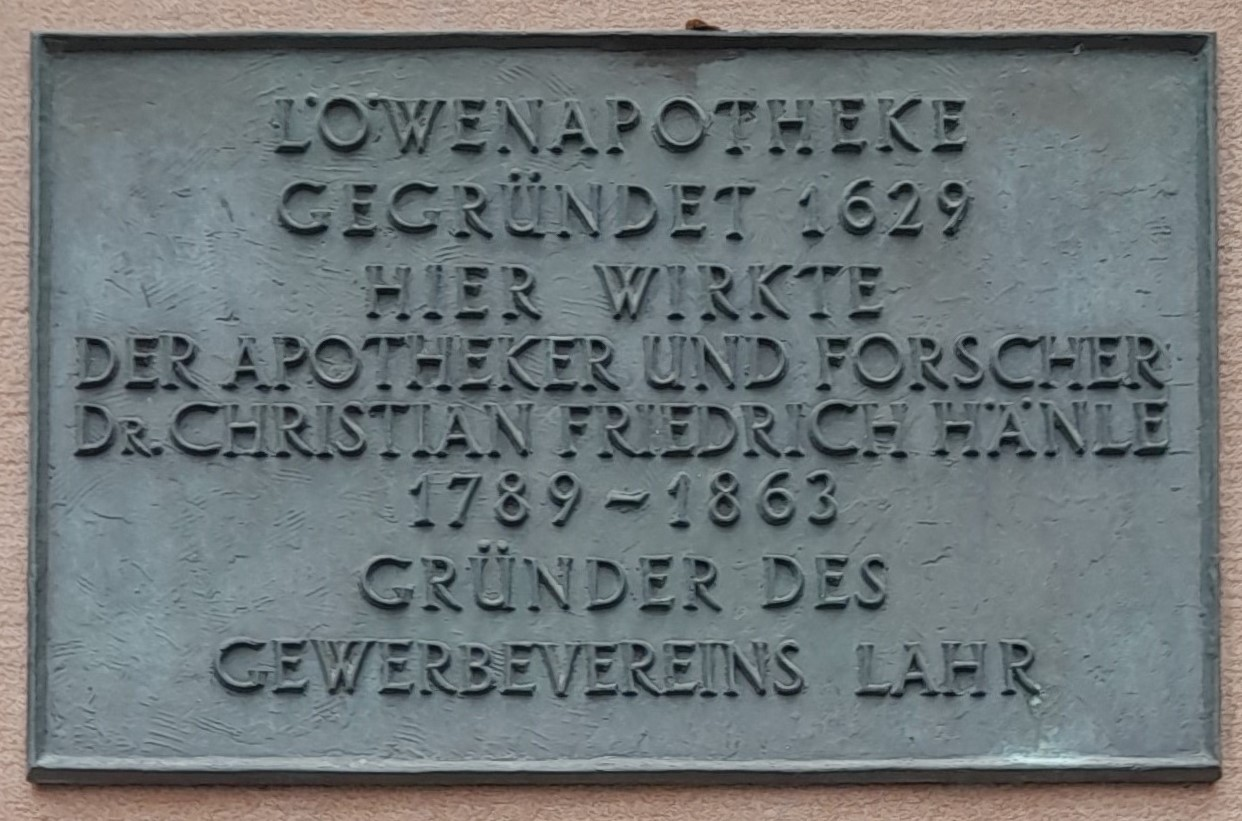
Dr. Christian Friedrich Hänle

Christian Friedrich Hänle (* 25. März 1789 in Lahr; † 22. September 1863 in Lahr) war ein deutscher Apotheker und verfasste eine Reihe von Lehrbüchern.

## Leben
Christian Friedrich Hänle begann mit 15 Jahren seine Lehre beim Vater, dem Apotheker Georg Friedrich Hänle, war dann Gehilfe beim Universitätsapotheker Mai in Heidelberg und studierte nebenher Chemie, Physik, Botanik und Materia chemico-medica.
Danach konditionierte er in Frankfurt am Main, in Frankenthal und bei Spielmann in Straßburg. Als er 1811 nach Lahr zurückkehrte, übernahm er die Leitung der väterlichen Apotheke. 1812 bestand er sein Staatsexamen und erhielt seine Apothekeraprobation für das Großherzogtum Baden.
1814 war Hänle in Schuttern vorübergehend Apotheker in einem Spital für badische Truppen. Ein Jahr später wurde ihm von seinem Vater die Apotheke übergeben. Er selbst übergab sie 1855 an seinen Sohn Friedrich Herrmann um sich ganz der Wissenschaft zu widmen.
Von der philosophischen Fakultät der Universität Erlangen wurde er 1834 mit seiner Dissertation über die von ihm entdeckte Putean- oder Brunnensäure zum Doktor promoviert. Christian Friedrich Hänle schrieb einige Lehrbücher und gab an der Gewerbeschule in Lahr unentgeltlich Unterricht in Physik und Chemie. 1836 gründete er in Lahr den Gewerbeverein und wurde zu dessen Präsident gewählt. Die Mittheilungen des Gewerbevereins zu Lahr wurden von ihm redigiert.
Außerdem war er maßgeblich an der Gründung des „pharmazeutischen Vereins im Großherzogtum Baden“ (1820) beteiligt. Die Mitglieder des Vereins wählten ihn zum Obervorstand.
Mehr als 100 seiner wissenschaftlichen Arbeiten wurden in verschiedenen Journalen veröffentlicht.

### Schriften
- Grundlinien der pharmaceutischen Chemie. Karlsruhe 1832
- Stöchiometrische Schemata oder Darstellung des chemischen Prozesses.
- pharm.-chem. Präparate in atomistischen Formeln. Stuttgart 1836
- Prinzipien der Physik und Chemie in Beziehung auf das Gewerbliche. Stuttgart 1837

### Quelle
- Wolfgang-Hagen Hein, Holm-Dietmar Schwarz (1975): Deutsche Apotheker-Biographie Band I. Seite 237/238, wissenschaftliche Verlagsgesellschaft mbH, Stuttgart

| Personendaten    | Personendaten              |
| ---------------- | -------------------------- |
| NAME             | Hänle, Christian Friedrich |
| KURZBESCHREIBUNG | deutscher Apotheker        |
| GEBURTSDATUM     | 25. März 1789              |
| GEBURTSORT       | Lahr                       |
| STERBEDATUM      | 22. September 1863         |
| STERBEORT        | Lahr                       |